# MasterChef România (Sezonul 7)
Sezonul 7 al competiției de gătit MasterChef România a debutat pe Pro TV pe data de 9 septembrie 2019. Acest sezon este mai diferit decât cele precedente deoarece este primul sezon care nu are prezentator,iar formatul emisiunii a devenit unul de reality show. De asemenea durata emisiunii s-a scurtat la 60 de minute.
Sezonul 7 a fost câștigat de către Alina Gologan,finala având loc pe 14 noiembrie 2019. 

## Schimbări

### Personal
Noul juriu al sezonului 7 este format din Joseph Hadad, Silviu Chelaru și Cosmin Tudoran.

## Top 18
| Concurent     | Vârsta | Locuință | Ocupație | Status     | Nr.câștiguri |
| ------------- | ------ | -------- | -------- | ---------- | ------------ |
| Alina Gologan |        |          |          | Castigator |              |
| Cezar Marin   |        |          |          | Locul 2    |              |
|               |        |          |          | Locul 3    |              |
|               |        |          |          | Locul 4    |              |
|               |        |          |          | Locul 5    |              |
|               |        |          |          | Locul 6    |              |
|               |        |          |          | Locul 7    |              |
|               |        |          |          | Locul 8    |              |
|               |        |          |          | Locul 9    |              |
|               |        |          |          | Locul 10   |              |
|               |        |          |          | Locul 11   |              |
|               |        |          |          | Locul 12   |              |
|               |        |          |          | Locul 13   |              |
|               |        |          |          | Locul 14   |              |
|               |        |          |          | Locul 15   |              |
|               |        |          |          | Locul 16   |              |
|               |        |          |          | Locul 17   |              |
|               |        |          |          | Locul 18   |              |